# Biecz (Lubusz)
Biecz (Duits: Beitzsch) is een plaats in het Poolse district  Żarski, woiwodschap Lubusz. De plaats maakt deel uit van de gemeente Brody en telt 252 inwoners.